# Port lotniczy Andiżan
Port lotniczy Andiżan − międzynarodowy port lotniczy położony w Andiżanie, w Uzbekistanie. 

## Linie lotnicze i połączenia
- Moskovia Airlines (Moskwa-Domodiedowo)
- Uzbekistan Airways (Karszi, Krasnojarsk, Nowosybirsk, Nukus, Omsk, Taszkent, Tiumeń)